# Tachychlora amilletes
Tachychlora amilletes es un género de polillas coloridas en la familia Geometridae. Fue erigido por el entomólogo británico Louis Beethoven Prout en 1932, con distribución en Costa Rica, Nicaragua y posiblemente en Colombia. El holotipo de la especie fue descrita en el sector Orosi a una altitud de 1200 metros (3937,0 pies) sobre el nivel del mar.
En la mayoría de las especies de la subfamilia Geometrinae, los espolones tibiales de cada par tienen longitudes diferentes. Tachychlora amilletes, por su parte, se distingue por tener espolones de igual longitud y estos tienden a ser relativamente cortos en comparación con el espolón tibial más largo de las otras especies Geometrinae.